# 한국에너지기술연구원
재단법인 한국에너지기술연구원(韓國-技術硏究院, Korea Institute of Energy Research, KIER)은 1991년 11월 7일 설립된 한국의 에너지 분야 전문 연구기관이다. 과학기술정보통신부 산하 기타공공기관으로 지정되어 있으며 소재지는 대전광역시 유성구 가정로 152이다.

## 설립목적

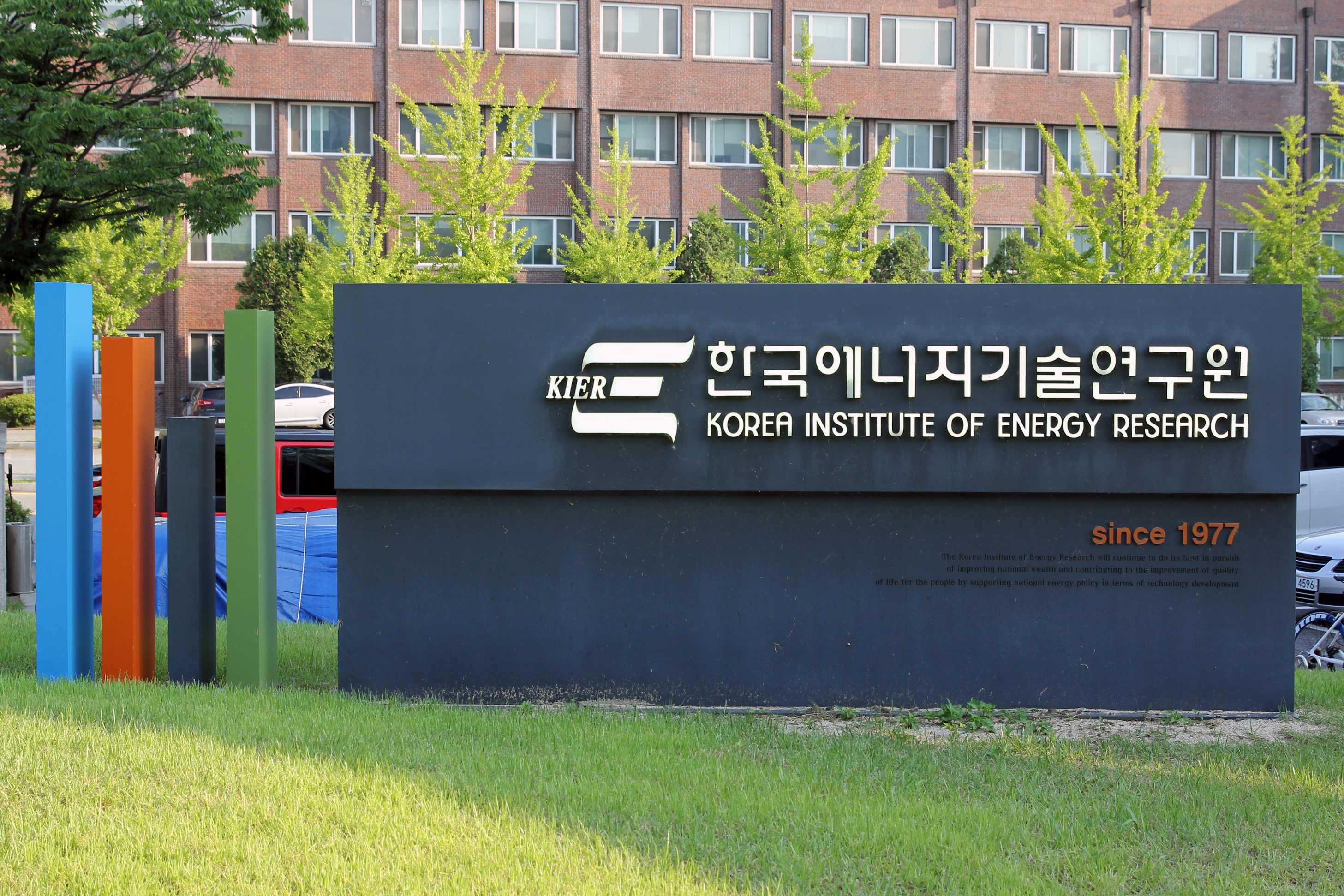
한국에너지기술연구원 입구

에너지 기술 개발 및 합리적 이용에 관한 연구를 수행하여 그 성과를 과학기술의 발전과 국가정책 수립에 반영하고 산업에 이전, 실용화함으로써 국민경제 향상에 기여하는 것이다.

## 연혁

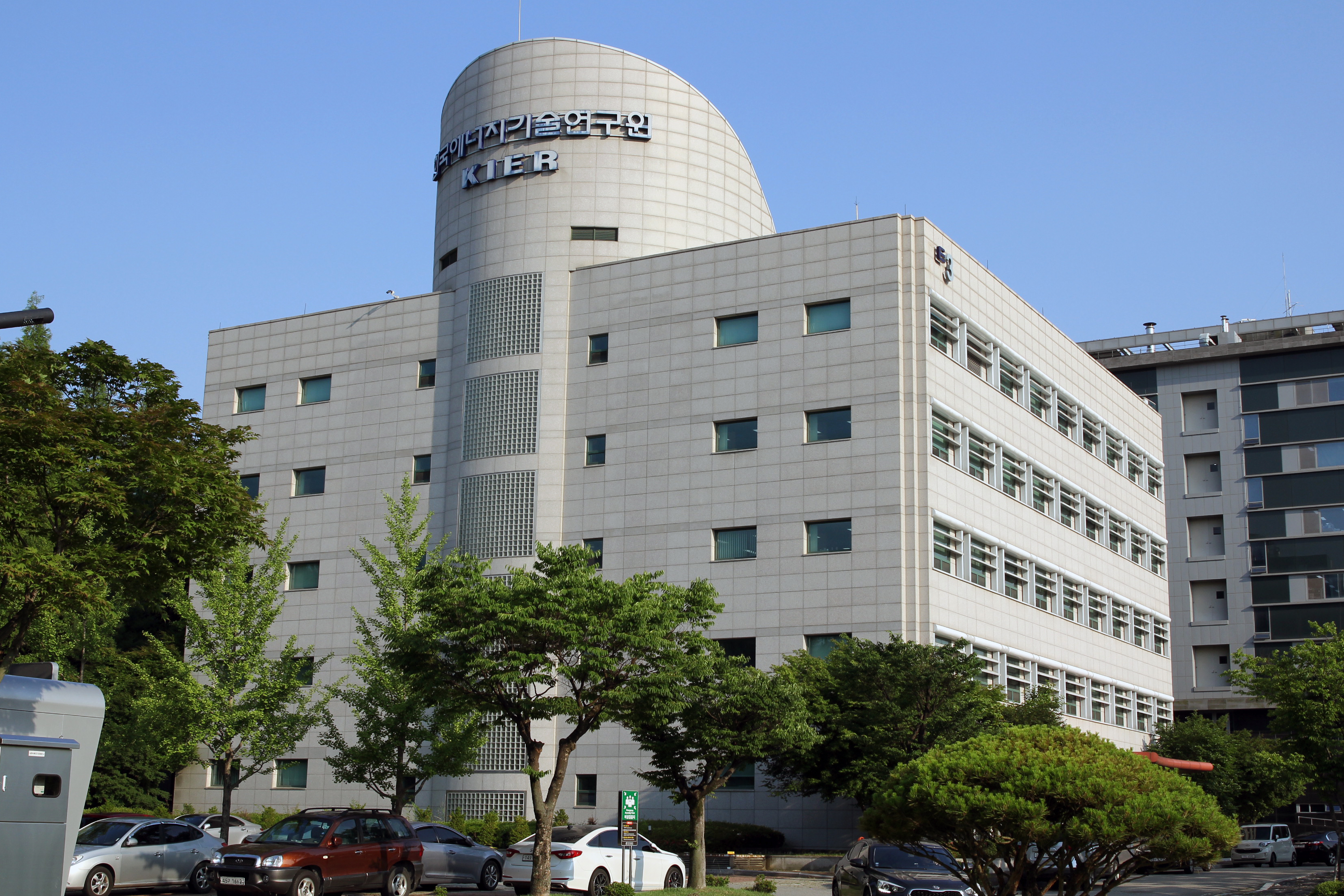
한국에너지기술연구원

- 1977년 8월 한국열관리시험연구소 설립
- 1980년 3월 한국종합에너지연구소로 확대 개편
- 1981년 1월 한국동력자원연구소 발족
- 1991년 11월 한국에너지기술연구소 발족
- 1999년 1월 국무조정실 공공기술연구회로 이관
- 2001년 1월 한국에너지기술연구원으로 기관명칭 변경
- 2004년 10월 과학기술부로 소관부처 변경
- 2008년 3월 지식경제부로 소관부처 변경
- 2013년 3월 미래창조과학부로 소관부처 변경

## 조직

### 한국에너지기술연구원
- 감사
  - 감사부
- 반부패·청렴팀
- 안전문화실

#### 부원장
- 플랫폼연구센터
- 해외지소

##### 신재생에너지연구소
- 태양광연구실
  - 차세대전지원천기술센터
- 태양열융합연구실
  - 신재생에너지자원정책센터
- 연료전지연구실
  - 수소·연료전지산학연협력센터
- 수소연구실
- 제주글로벌연구센터
  - 해양융·복합연구실
  - 시스템융·복합연구실
  - 풍력연구실

##### 에너지효율소재연구본부
- 에너지절약연구실
- 에너지 ICT·ESS연구실
- 열에너지시스템연구실
- 에너지네트워크연구실
- 분리변환소재연구실
- 에너지소재연구실

##### 기후변화연구본부
- 온실가스연구실
- 청정연료연구실
- 바이오자원순환연구실
  - 광주바이오에너지연구개발센터

##### 성과확산본부
- 기술사업화실
- 기업협력실
  - 창업보육센터

##### 미래전략본부
- 정책연구실
  - 기후기술전략센터
  - 글로벌전략실
- 기획조정본부
  - 경영기획실
  - 예산운영실
  - 사업관리실
  - 문화홍보실
  - 지식정보실
- 경영지원본부
  - 조직문화실
  - 인재지원실
  - 총무회계실
  - 구매자산실
  - 시설운영실
- FEP융합연구단
- NonCO2온실가스저감기술개발사업단
- 친환경자동차기술개발사업단

## 산하기관
- 수소에너지연구센터
- 바이오에너지연구센터
- 태양열지열연구센터
- 풍력발전연구센터
- 청정화석연료연구센터
- 폐기물에너지연구센터
- 건물에너지연구센터
- 산업효율연구센터
- 변환저장소재연구센터